# Sun Television

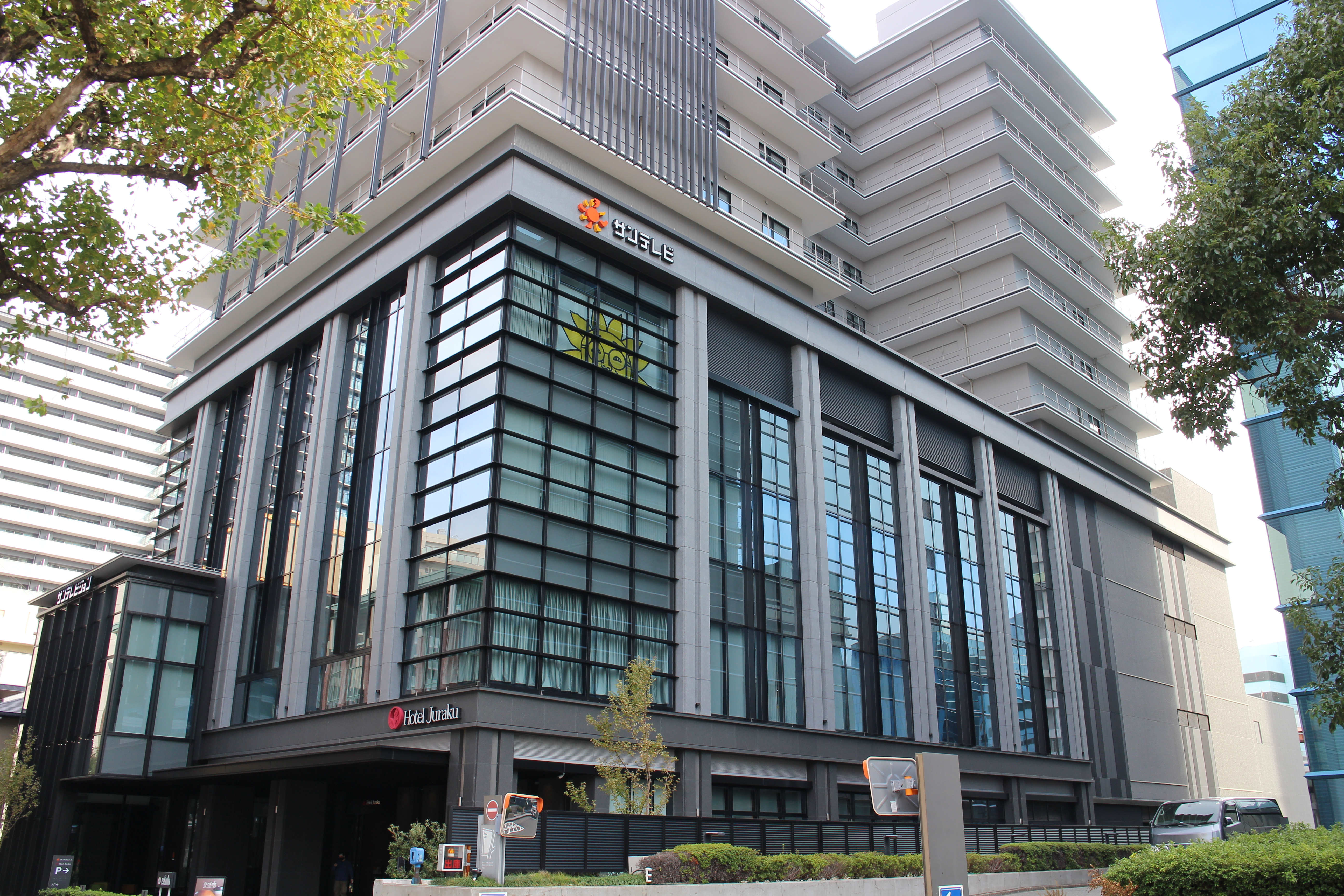
Neuer Hauptsitz von Sun Television

Sun Television (japanisch 株式会社サンテレビジョン, Kabushiki-gaisha San Terebijon, SUN, SUN-TV) ist ein kommerzieller Fernsehsender mit Sitz in Kōbe, Präfektur Hyōgo, Japan, und ein Mitglied der Japanese Association of Independent Television Stations (JAITS). Repräsentativer Direktor und Präsident ist Takahiro Monno.
Am 8. März 1968 wurde Hyogo Television Broadcasting gegründet und am 15. April 1968 in Sun Television Co., Ltd. umbenannt. Sendestart war der 1. Mai 1969. Am 24. Juli 2011 endete der analoge Rundfunk und wurde vollständig digitalisiert. Am 1. Mai 2019 feiert der Sender sein 50-jähriges Jubiläum. Der Jahresumsatz beträgt 5.294 Millionen Yen (Stand: Geschäftsjahr bis März 2024).

## Büros
- Hauptbüro: Kobe Ekimae Just Square, 1-1, Higashi-Kawasakicho Itchome, Chūō-ku, Kobe, Hyōgo Präfektur
- Filiale Tokio: 3. Stock, Japan Press Center Building, 2-2-1 Uchisaiwaichō, Chiyoda, Tokio
- Darüber hinaus existieren Zweigstellen, beispielsweise in Osaka und Himeji[1]